# Курув (Луківський повіт)
Курув (пол. Kurów) — село в Польщі, у гміні Тшебешув Луківського повіту Люблінського воєводства.
Населення — 198 осіб (2011).
У 1975-1998 роках село належало до Седлецького воєводства.

## Демографія
Демографічна структура станом на 31 березня 2011 року:
|          | Загалом | Допрацездатний вік | Працездатний вік | Постпрацездатний вік |
| -------- | ------- | ------------------ | ---------------- | -------------------- |
| Чоловіки | 86      | 20                 | 54               | 12                   |
| Жінки    | 112     | 27                 | 63               | 22                   |
| Разом    | 198     | 47                 | 117              | 34                   |